# 4573 Piešťany
4573 Piešťany è un asteroide della fascia principale del diametro medio di circa 24,47 km. Scoperto nel 1986, presenta un'orbita caratterizzata da un semiasse maggiore pari a 3,0375018 UA e da un'eccentricità di 0,0719662, inclinata di 9,41121° rispetto all'eclittica.
Porta il nome di Piešťany, città della Slovacchia.